# PLAYZONE
『PLAYZONE』（プレゾン）は 日本のミュージカル作品。主演は2008年公演まで少年隊、それ以降はジャニーズ事務所の後輩が交代で務めている。ジャニー喜多川監修、プロデューサーは大和剛。

## 概要
少年隊デビューの翌年1986年夏に青山劇場で初演され、毎年夏に上演し続けているオリジナルミュージカル。2005年の夏で20年、2007年（22年目）の夏で通算上演回数は900回を迎えた。2008年8月31日をもって23年続いた少年隊出演の『PLAYZONE』は終了。少年隊の通算公演は957回、観客動員数は138万465人となっている。
2009年からも『PLAYZONE』の名前は残したまま後輩が受け継いで上演してきたが、2015年、青山劇場の閉館に伴い公演も終了した。通算公演回数は1232回、動員数は173万7450人を記録した。
出演者は主にジャニーズ事務所所属のタレント・ジャニーズJr.だが、他に外部のダンスチームや劇団関係者も出演している。

## これまでの公演
主な出演者の所属グループは公演当時のもの。少年隊主演の演目名は『少年隊 35th anniversary PLAYZONE BOX 1986-2008』の表記による。

### 1986年
『PLAYZONE'86 MYSTERY』のタイトルで上演。上演期間は1986年7月5日 - 7月27日、30公演。
ダンサーを志す若者が憧れのニューヨーク・ブロードウェイを訪れる様子を描く。劇中で披露される楽曲「ミステリーゾーン」、「ダイヤモンドアイズ」などの振付はマイケル・ジャクソンの振付も手掛けていたマイケル・ピータースが行った。また、名倉加代子ジャズ・ダンススタジオのメンバー50人が出演し、名倉自身は「よろしくニューヨーク」などの楽曲の振付を担当した。
キャスト
- 少年隊
  - カズ - 錦織一清
  - ヒデ - 植草克秀
  - ノリ - 東山紀之

- 服部良次・上野直美・平栗あつみ・大沼まゆみ
- 頭師孝雄・野村昇史
- 下村尊則・八木朝輝・館形比呂一・小野恵子・佐々木史恵
- 少年忍者
  - 志賀泰伸・中村亘利・柳沢超・藤沢裕介・江端郁己・正木慎也・遠藤直人・高木延秀

スタッフ
- 作・演出 - 長束利博
- 振り付け - マイケル・ピータース、名倉加代子
- 作・構成 - 森泉博行
- 音楽 - 井上堯之

### 1987年
『PLAYZONE'87 TIME-19』のタイトルで上演。上演期間は1987年7月3日 - 7月26日、30公演。少年隊主演の映画「19 ナインティーン」のミュージカル版。公演期間中に植草が交通事故に遭い、3日間出演できないというハプニングがあったが、錦織と東山が代わりに台詞を覚え、フォローした。
キャスト
- 少年隊
  - 錦織一清・植草克秀・東山紀之

- 岡崎友紀（二役）・松下由樹（二役）
- 大和千賀子・河野恵理・池令子・安藤真紗美・見米詠子・高杉みどり
- 小沢なつき・麻井智恵子（Wキャスト）
- ぼんちおさむ
- 瀬河寛司
- 少年忍者
  - 柳沢超・高木延秀・志賀泰伸・正木慎也・遠藤直人・中村亘利・藤沢裕介

- ジャニーズJr.
  - 江端郁己・江端郁世

スタッフ
- 構成・演出・振付 - 山田卓
- 構成・脚本 - 加藤直

### 1988年
『PLAYZONE'88 CAPRICCO カプリッチョ -天使と悪魔の狂想曲-』のタイトルで上演。上演期間は1988年7月4日から7月31日まで青山劇場、8月23日から8月31日まで大阪フェスティバルホール。計51公演。通算100回公演達成。
キャスト
- 少年隊
  - 小南笑平 - 植草克秀：私立探偵・明智小六の助手。
  - 悪魔 - 錦織一清
  - 天使 - 東山紀之

- 近藤洋介
- ベンガル
- 金子研三・中村方隆・福原一臣・花房徹
- 児玉陽子
- 松居一代
- 亀渕友香（友情出演）
- 少年忍者
  - 柳沢超・正木慎也・高木延秀・遠藤直人・志賀泰伸・中村亘利

スタッフ
- 脚本・演出 - 加藤直
  - 『THE SHOW』のみ作・構成・演出 - ジャニー喜多川

### 1989年
『PLAYZONE'89 Again』のタイトルで上演。上演期間は1989年7月6日から7月30日まで青山劇場、8月3日から8月7日まで愛知厚生年金会館、8月13日から8月19日までフェスティバルホール。計53公演。
キャスト
- 少年隊
  - ケン - 植草克秀
  - ジョー - 東山紀之
  - リュウ - 錦織一清

- 中村繁之
- 忍者
  - 柳沢超・遠藤直人・正木慎也・高木延秀・志賀泰伸
  - 古川栄司（Wキャスト）

- 安田伸
- 角田淑子
- 桝川譲治・小林アトム
- 長野博

スタッフ
- 脚本 - 平野美枝
- 演出・脚本 - 花房徹

### 1990年
『PLAYZONE'90 MASK 仮面』のタイトルで上演。上演期間は1990年7月7日 - 7月29日まで青山劇場、8月11日から8月19日までフェスティバルホール。計42公演。劇中劇の『ハムレット』は蜷川幸雄が演出している。通算200回公演達成。
キャスト
- 少年隊
  - 錦織 - 錦織一清
  - 植草 - 植草克秀
  - 東山 - 東山紀之

- 忍者
  - 古川栄司・高木延秀・正木慎也・遠藤直人・志賀泰伸・柳沢超

- 中尾ミエ

スタッフ
- 作・構成・演出 - ジャニー喜多川
  - 『ハムレット』のみ蜷川幸雄

### 1991年
『PLAYZONE'91 SHOCK』のタイトルで上演。上演期間は1991年7月4日 - 7月28日まで青山劇場、8月10日から8月14日までフェスティバルホール。計41公演。堂本光一主演舞台『SHOCK』シリーズの原型。
キャスト
- 少年隊
  - 錦織 - 錦織一清
  - 植草 - 植草克秀
  - 東山 - 東山紀之

- TOKIO
  - 城島茂・山口達也・国分太一・小島啓・松岡昌宏

- 乃生佳之・山村美智子
- 中村繫之
- 長瀬智也
- 井ノ原快彦

スタッフ
- 作・構成・演出 - ジャニー喜多川
- 作曲 - ヘンリー・クレイガー

### 1992年
『PLAYZONE'92 さらばDiary』のタイトルで上演。上演期間は1992年7月11日 - 8月2日まで青山劇場、8月12日から8月16日までフェスティバルホール。計39公演。
キャスト
- 少年隊
  - ケン - 錦織一清：荒れ果てた廃墟をさまよう老人。
  - ジュン - 植草克秀
  - ショウ - 東山紀之

- TOKIO
  - 城島茂・山口達也・国分太一・小島啓・松岡昌宏・長瀬智也

- 坂本昌行・長野博・井ノ原快彦・金沢将種・国分博・大蔦忍・山本隆文・十倉太一・伊東正美・喜多見英明・小原裕貴

スタッフ
- 脚本・演出 - 宮嶋春彦

### 1993年
『PLAYZONE'93 WINDOW』のタイトルで上演。上演期間は1993年7月8日 - 8月1日まで青山劇場、8月13日から8月19日までフェスティバルホール。計41公演。通算300回公演達成。
キャスト
- 少年隊
  - ゆずる - 錦織一清：親から窓拭き会社『ハンドウォッシュ・カンパニー』を譲り受ける。
  - 良太 - 植草克秀：ヤクザに追われている男。
  - 達也 - 東山紀之：サラリーマン。

- TOKIO
  - 三沢 - 城島茂
  - 秋山 - 国分太一
  - 山口達也・小島啓・松岡昌宏・長瀬智也

スタッフ
- 作 - 森浩美
- 演出 - 湯沢紀保
- 脚本 - 関根清貴

### 1994年
『PLAYZONE'94 MOON』のタイトルで上演。上演期間は1994年7月5日から7月31日まで青山劇場、8月4日から8月12日までフェスティバルホール。計45公演。通算観客動員数50万人突破。植草は7月24日に結婚を発表した。
キャスト
- 少年隊
  - 孝 - 錦織一清
  - 陸 - 植草克秀
  - 伊吹 - 東山紀之

- ジャニーズJr.
  - 坂本昌行・長野博

- 大村真有美
- 森山良子（特別出演）

スタッフ
- 作 - 井沢満
- 演出 - 鴨下信一

### 1995年
『PLAYZONE'95 KING&JOKER 映画界の夢と情熱』のタイトルで上演。上演期間は1995年7月7日 - 7月30日まで青山劇場、8月9日から8月13日までフェスティバルホール。計40公演。脚本・演出を錦織が担当。通算400回公演達成。
キャスト
- 少年隊
  - チャンプ・オブ・シネマ - 錦織一清：映画界のトップスター
  - 結城 - 植草克秀：新進脚本家
  - 早乙女 - 東山紀之：チャンプに見いだされた男

- 忍者
  - 正木慎也・柳沢超・遠藤直人・高木延秀

- 内海賢二・小野武彦
- ジャニーズSr.
  - 坂本昌行・長野博・井ノ原快彦

スタッフ
- 原作 - 少年隊
- 脚本・演出 - 錦織一清

### 1996年
『PLAYZONE'96 RHYTHM』のタイトルで上演。上演期間は1996年7月21日から8月11日まで青山劇場、8月13日から8月15日までフェスティバルホール。計38公演。
キャスト
- 少年隊
  - 錦織一清・植草克秀・東山紀之

- 20th Century
  - 坂本昌行・長野博・井ノ原快彦

- ジャニーズJr.
  - 秋山純・原知宏
  - 小原裕貴・大坂俊介・大野智・米花剛史・屋良朝幸・町田慎吾・櫻井翔・二宮和也

- 関西ジャニーズJr.（大阪公演のみに参加）
- 杉村理加・浜田紗智子・絵馬優子
- 大村真由美
- EVE
  - 新里レオナ・新里クララ・新里リリカ

スタッフ
- 脚本 - 高須晶子
- 演出 - 山田和也

### 1997年
『PLAYZONE'97 RHYTHM II』のタイトルで上演。上演期間は1997年7月12日 - 8月3日まで青山劇場、8月8日から8月11日までフェスティバルホール。計35公演。
キャスト
- 少年隊
  - ニシキ - 錦織一清
  - ウエクサ - 植草克秀
  - ヒガシ - 東山紀之

- 20th Century
  - 坂本昌行・長野博・井ノ原快彦
  - 森田剛・三宅健（※二人で昼公演に見学に行ったところ、坂本と井ノ原が怪我で踊れなくなった箇所の代役として夜公演に呼ばれ、その後の地方公演にも出演。）

- ジャニーズJr.
  - 町田慎吾・秋山純・国分博・三浦勉・風間俊介

スタッフ
- 脚本 - 高須晶子
- 演出 - 遠藤環

### 1998年
『PLAYZONE '98 5night's』のタイトルで上演。上演期間は1998年7月12日から8月9日まで青山劇場、8月15日から8月17日まで大阪フェスティバルホール。計40公演。通算500回公演達成。
150年の眠りから目覚め、現代によみがえったバンパイアが花嫁を探すために2人の家来を従えてニューヨークへ渡るというファンタジックなストーリー。3人の正体を探ろうとする街の青年たちとのふしぎな5日間を描く。
キャスト
- 少年隊
  - カズキヨ - 錦織一清：バンパイア
  - 王子 - 植草克秀：150年ぶりに目覚めるバンパイア
  - ノリユキ - 東山紀之：バンパイア

- 20th Century
  - ジェームス - 坂本昌行 / 秋山純（ダブルキャスト）：クールな記者で兄貴分
  - ウィリー - 長野博：お金持ちの青年
  - ロバート - 井ノ原快彦：夢を追う好奇心旺盛な青年

- ジャニーズJr.
  - 町田慎吾（長野とダブルキャスト）・浜田一男（井ノ原とダブルキャスト）・三浦勉・植村良侑・鈴木康哲・良知真次

- フェルナンダ
- 大村真有美
- 松本圭未

スタッフ
- 脚本 - 高須晶子
- 演出 - 森田倫代

### 1999年
『 PLAYZONE '99 Goodbye & Hello 世紀末 新世紀』のタイトルで上演。上演期間は1999年7月11日から8月4日まで青山劇場、8月12日から8月15日までフェスティバルホール。計41公演。
劇場に置き去りにされた双子は成長して大スターになるが、ふたりは自分たちの出生をめぐって争いが絶えない。思わず亡き父も亡霊として現れる中、やがてふたりは時代をさかのぼってゆく、というストーリー。
キャスト
- 少年隊
  - キスケ - 錦織一清：32年前、劇場の前に置き去られた双子
  - レイジ - 東山紀之：32年前、劇場の前に置き去られた双子
  - コウスケ - 植草克秀：キスケとレイジの実の父親の霊

- 20th Century
  - 宇田川(ウタガワ) - 坂本昌行：金持ちのボンボン
  - オカモト - 長野博：劇場スタッフ
  - 周一(シュウイチ) - 井ノ原快彦：トップダンサー

- ジャニーズJr.
  - 屋良朝幸

- Musical Academy
  - スミト - 秋山純：コウスケの義理の弟
  - 大野智（坂本とWキャスト）・原知宏（ヤクザ役 / 井ノ原とWキャスト）・町田慎吾（長野とWキャスト）・良知真次（チンピラ役）

- JUNIOR BOYS
  - 田中聖、中丸雄一、服部将也、五関晃一、辰巳雄大、原裕太、久保寺晋哉、川村陵、藁谷亮太、丸野優、塚田僚一、高梨秀輔、東新良和、長谷部隼

- 大村真有美
- 松本圭未

スタッフ
- 脚本 - 高須晶子
- 演出・振付 - SANCHE
- 演出 - 福田卓郎
- 振付 - Travis Payne

### 2000年
『PLAYZONE '00 "THEME PARK"』のタイトルで上演。上演期間は2000年7月16日 - 8月10日まで青山劇場、8月14日から20日までフェスティバルホール。計40公演。通算600回公演達成。
新ミレニアム（千年紀）を記念したテーマパークが舞台。開場まで2日と迫り、プロジェクトチームの男たちが夢の完成に酔っているところに、メイン・コンピューターの故障などのアクシデントが襲いかかる、というストーリー。
キャスト
- 少年隊
  - 新田 - 錦織一清：プロデューサー
  - 上山 - 植草克秀：舞台監督
  - 堀田 - 東山紀之：責任者

- 20th Century
  - 笹岡 - 坂本昌行：中東パビリオンの演出家
  - 長江 - 長野博：パビリオンの制作助手。上山のアシスタント
  - 池西- 井ノ原快彦：パビリオンのプランナー助手。堀田のアシスタント

- Musical Academy
  - 秋山純・町田慎吾（長野とダブルキャスト）・米花剛史（坂本とダブルキャスト）・屋良朝幸（井ノ原とダブルキャスト）

- Johnny's Jr.
  - 良知真次・石田友一・大堀治樹・福原一哉
  - 　ゴロー - 錦戸亮/長谷川純（※Wキャスト）：コンピュータが得意な少年

スタッフ
- 脚本 - 高須晶子
- 演出 - 江口正昭
- 振付 - Travis Payne、Luis Bravo、前田敦、HIDEBOH

### 2001年
『 PLAYZONE '01 "新世紀" EMOTION 』のタイトルで上演。上演期間は2001年7月14日 - 8月8日まで青山劇場、8月13日から8月17日までフェスティバルホール。計44公演。
21世紀の最初の年を意識した作品で、天と地が別れたばかりの頃を舞台に、神から力を授かった3人の若き創造者（錦織、東山、植草）が登場するストーリーである。
キャスト
- 少年隊
  - 錦織一清・植草克秀・東山紀之：創造主の後継者を目指す3人の創造者。「KARE」に進化させることが使命。

- MONO  - 松岡昌宏 / 井ノ原快彦 / 大野智（トリプルキャスト）：初めて作られた人類のプロトタイプで、創造者たちによって人としての感情を吹き込まれKAREへと進化する。
- Musical Academy
  - 秋山純・屋良朝幸・米花剛史・町田慎吾

- Johnny's Jr.
  - 大堀治樹・福原一哉・島田直樹・萩原幸人・良知真次・石田友一・伊藤達哉・中村翔・橋田康・野田優也・渡辺智・提箸一平
  - 宮城俊太・五関晃一・増田貴久・岡田政治

- 関西ジャニーズJr.
  - 錦戸亮

- 理絵
- 森光子（特別出演）:ショーコーナー語り

スタッフ
- 脚本 - きだつよし
- 演出 - 岡村俊一
- 振付 - Travis Payne、Stacy Walker、前田敦
  - SHOWコーナー振付 - SANCHE

### 2002年
『PLAYZONE '02 愛史』のタイトルで上演。上演期間は2002年7月14日から8月8日まで青山劇場、8月11日から8月15日までフェスティバルホール。計42公演。通算観客動員数100万人突破。
33年に1度舞い降りるという白いワシの伝説の謎と、その鍵となる宝石「レグルスの瞳」の行方を通し、人々の愛憎と闘いを描くファンタジックな冒険活劇。
キャスト
- 少年隊
  - バーンズ - 錦織一清：警察官
  - 印田 - 植草克秀：カメラマン
  - ソロ - 東山紀之：伝説の宝石「レグルスの瞳」を盗んだ男

- チラノ - 佐藤アツヒロ
- Musical Academy
  - 秋山純・米花剛史・屋良朝幸・町田慎吾

- Johnny's Jr.
  - 少年・王子 - 薮宏太
  - M.A.D.（Musical Academyの代役）
    - 萩原幸人・島田直樹・石田友一・橋田康・伊藤達哉・野田優也

  - 風間俊介（秋山の代役）

スタッフ
- 脚本 - きだつよし
- 演出 - 岡村俊一
- 振付 - Travis Payne、Stacy Walker、前田敦

### 2003年
『PLAYZONE '03 Vacation -バケーション-』のタイトルで上演。上演期間は2003年7月14日から8月6日まで青山劇場、8月11日から8月17日までフェスティバルホール。計40公演。通算700回公演達成。
少年隊の3人がそれぞれ主人公の三話のオムニバス形式でストーリーが展開されていく。
キャスト
- 少年隊
  - 錦織一清：米国諜報部員CIA
  - 植草克秀：米国連邦捜査官FBI
  - 東山紀之：英国諜報部員M16

- Musical Academy
  - 秋山純・町田慎吾・米花剛史・屋良朝幸

- H is H
  - 橋田康・石田友一・島田直樹・萩原幸人

- ジャニーズJr.
  - 生田斗真・長谷川純・風間俊介

スタッフ
- 脚本 - 渡辺和徳
- 演出 - 岡村俊一
- 振付 - Travis Payne、Stacy Walker、前田敦
  - SHOWコーナー振付 - SANCHE

### 2004年
『PLAYZONE '04 WEST SIDE STORY』のタイトルで上演。上演期間は2004年7月2日から8月5日まで青山劇場、8月9日から8月16日までフェスティバルホール。計51公演。
ブロードウェイ作品は原則映像、及び音源化不可能と言う著作権上の権利関係により、PLAYZONEシリーズの恒例であるCD化・映像化がなされておらず、2020年に発売された『少年隊35th Anniversary PLAYZONE BOX 1986-2008』にもPLAYZONE作品で唯一収録が無かった。
植草は、世界的な演出家の方が配役もすべて決めるなど、それまでとの舞台の作り方の違いに戸惑ったそうで、日本では普通はまず立ち稽古から始まるところ、海外の方は配役の背景の説明、例えば、人種問題や宗教問題を理解させることから始めるので、準備が大変だったそうである。しかも、そのときは錦織が敵役だったので、演出家より「メシも一緒に行くな、味方どうしで行け」などと言われ、役作りを徹底されたそうである。
キャスト
- 少年隊
  - リフ - 錦織一清：ジェット団のリーダー
  - ベルナルド - 植草克秀：シャーク団のリーダー
  - トニー - 東山紀之：かつてジェット団に所属していた。マリアと恋に落ちる。

- チノ - 佐藤アツヒロ
- アクション - 赤坂晃
- ジャニーズJr.
  - Aラブ - 生田斗真
  - ベイビー・ジョン - 東新良和

- マリア - 島田歌穂：ベルナルドの妹。
- アニータ - 香寿たつき

スタッフ
- 演出・振付 - JOEY McKNEELY
- 翻訳・訳詞 - 勝田安彦

### 2005年
『PLAYZONE '05 〜20th Anniversary〜 Twenty Years …そしてまだ見ぬ未来へ』のタイトルで上演。上演期間は2005年7月6日 - 8月4日（青山劇場）、8月13日 - 17日（大阪フェスティバルホール）の計44公演。20周年記念公演。公演中、劇場入り口には製作費5000万円の全長30メートルのウエルカムゲートが設置され、ロビーには"20"とデコレーションされた巨大なケーキ型のオブジェが飾られ、出演者の名前が書かれたキャンドルが立てられた。7月14日夜公演で通算800回公演、観客総動員数は計117万2436人となり、近藤真彦、TOKIO、KinKi Kids、V6、森光子、黒柳徹子らがお祝いに駆け付けた。
20周年のメモリアルイヤーということで、内容は少年隊のキャラクターを生かしたうえで現実とリンクさせており、舞台初日に向けて稽古に励む少年隊が、未来から送り込まれた使者によって過去という名のタイムカプセルに閉じ込められてしまうというストーリーになっている。第1作「MYSTERY」から昨年の「WEST SIDE STORY」までの映像や主題歌、台詞なども交えてこれまでの歴史を振り返ることができるものとなっているが、今年の目玉として、東山が劇場の天井を横に20メートル移動しながら高さ25メートルから何度も飛び降りるバンジージャンプも披露された。
千秋楽公演で通算公演回数は832回、観客総動員数は計121万9900人となった。
キャスト
- 少年隊
  - 錦織 - 錦織一清
  - 植草 - 植草克秀
  - 東山 - 東山紀之

- アツヒロ - 佐藤アツヒロ：少年隊の功績を消し去るために未来から送られた使者
- 赤坂 - 赤坂晃：裁判官。未来からの使者。
- Musical Academy
  - 秋山純・町田慎吾・米花剛史・屋良朝幸

- Kis-My-Ft.
  - 北山宏光・飯田恭平・藤ヶ谷太輔・横尾渉

- A.B.C.
  - 塚田僚一・戸塚祥太・五関晃一・河合郁人

- ジャニーズJr.
  - 下嶋兄、渡辺翔太、髙木雄也、浅香航大

### 2006年
『PLAYZONE '06 Change』のタイトルで上演。上演期間は2006年7月9日 - 8月5日、40公演。岡村俊一が初めて作・演出の両方を担当した。また、演出家兼振付家のヴィンセント・パターソンが作品に関わり、フライングなどを避け、ダンス、歌、芝居の演出を特化。また、ダンスもより激しくメッセージ性の強いものに、演じるキャラクターも狂気や不安定さ、愛すべき人物像をそれぞれが丁寧に演じ、ユーモアとシリアス緩急つけたストーリーが展開された。
キャスト
- 少年隊：元・産業スパイ
  - 錦織一清・植草克秀・東山紀之

- アツヒロ - 佐藤アツヒロ：少年隊演じる産業スパイの仲間だったがミッションに失敗し、亡くなっている。
- 赤坂晃：「生命の法則を覆す」実験を進める、孤独な研究者。
- ジャニーズJr.
  - ジュン - 長谷川純：少年隊に研究所からサンプルを盗み出すことを依頼する謎の少年。

- A.B.C.
  - 塚田僚一・戸塚祥太・五関晃一・河合郁人

- M.A.D.
  - 越岡裕貴・辰巳雄大・福田悠太・松崎祐介・加藤幸宏・武内幸太朗

スタッフ
- 作・演出：岡村俊一

### 2007年
『PLAYZONE '07 Change2Chance』のタイトルで上演。上演期間は2007年7月9日 - 9月7日、40公演。この年から、大阪公演は梅田芸術劇場で行われる。8月8日の公演で通算900回公演達成し、累計動員数も計130万人を超えた。この作品で、研修生であった内博貴と草野博紀が復帰し、植草の息子・植草裕太が12歳で俳優デビューした。
フリースクールの教師が、心を閉ざした生徒ケンの悩みを、知人の探偵、美容整形外科医と解決しようとする物語。愛を主題に、人間は過去にとらわれず生まれ変われるかを問う。フィクションと分かる第一幕から一転し、第二幕は参加メンバーの個人史が反映した内容となっており、主人公らがこれまでに経験した苦悩、転機を語りケンを勇気づける。
当初はDVDの発売予定があったが、出演した赤坂晃が公演終了後事務所から解雇されたため、発売は中止されたが、2020年12月12日にリリースされる『少年隊35th Anniversary PLAYZONE BOX 1986-2008』にて初めて商品化されることとなった。
キャスト
- 少年隊
  - 錦織 - 錦織一清：フリースクールの教師
  - 植草 - 植草克秀：探偵
  - 東山 - 東山紀之：美容整形外科医

- アツヒロ - 佐藤アツヒロ：カフェのマスター
- 赤坂晃：ケンの父親
- ジャニーズJr.
  - ケン - 知念侑李（東京公演） / 神山智洋（大阪公演）：自分を捨てて出て行った母親をできず心を閉ざし、フリースクールに通っている。
  - 裕太 - 植草裕太
  - 内博貴：アルバイトのカフェ店員
  - 草野博紀：アルバイトのカフェ店員
  - ゴトウ泰観・杉原冴樹

- Question?
  - 淀川由浩・米村大滋郎・藤家和依・石垣大祐・伊郷アクン

- M.A.D.
  - 越岡裕貴・辰巳雄大・福田悠太・松崎祐介・山本亮太・江田剛・高橋竜・秋山大河・小坂真郷・福士申樹

### 2008年
『少年隊 PLAYZONE FINAL 1986-2008 〜SHOW TIME Hit Series Change』のタイトルで上演。上演期間は2008年7月6日 - 8月8日（青山劇場）、8月26日 - 8月31日（梅田芸術劇場）の全45公演、5万5335人動員。少年隊主演としては最後のPLAYZONE。23年の歴史を振り返る内容で、今までのプレゾンで使用された楽曲や少年隊のヒットメドレーなど、全体がショー形式で構成されている。950公演目にあたる青山劇場千秋楽公演の終演後には、メンバー発案で作られた劇場正面の特別野外ステージで史上初の“ファンお見送りイベント”が開催され、タキシード姿の3人が「仮面舞踏会」と「Baby Baby Baby」の計2曲を披露した。
キャスト
- 少年隊
  - 錦織一清・植草克秀・東山紀之

- 屋良朝幸
- M.A.D.
  - 山本亮太・加藤幸宏・川村陵・武内幸太朗・前田紘利

- MADE
  - 秋山大河・稲葉光・今井龍世・髙橋竜・冨岡健翔・山下拓海

- ジャニーズJr.
  - 阿部亮平・岩本照・佐久間大介・深澤辰哉・宮舘涼太・渡辺翔太・小野寺一希・森田美勇人

特別出演（青山劇場公演第1幕のみ出演、メンバーは日替わり）
- ジャニーズJr.
  - 中山優馬
  - 森本慎太郎・高田翔
  - 植草裕太・京本大我・田中樹
  - 大川慶吾・髙畑岬・仲田拡輝・増田良・佐藤駿・川島如恵留・アンダーソン・ケイシー・滝野雄・伊藤純平・菊池風磨・安井謙太郎・吉田遼平
  - 今野貴之・村治将之助・藤間貴彦・羽川光彦・渡辺大輝・池田優人・杉原冴樹

### 2009年
『PLAYZONE 2009 〜太陽からの手紙〜』のタイトルで上演。上演期間は2009年7月11日 - 8月9日（青山劇場）38公演、8月21日 - 8月26日（梅田芸術劇場）10公演の全48公演。
少年隊主演のPLAYZONEが終わって初めてのジャニーズJr.主演による新生PLAYZONE。ミュージカルとショーの2部構成で、総勢75人のジャニーズJr.が出演。作・演出は錦織一清が務める。
ミュージカル部分の内容は、「サマーフェスティバル」に参加する若者らが内部の不協和音を克服してショーを作り上げる、といった物語。
キャスト
- Kis-My-Ft2
  - 北山宏光・藤ヶ谷太輔・玉森裕太（トリプル主演）
  - 千賀健永・宮田俊哉・横尾渉・二階堂高嗣

- Question?
  - 石垣大祐・淀川由浩

- They武道
  - 高橋竜・林翔太・江田剛・山本亮太

- M.A.D.
- 内博貴
- 屋良朝幸：潤滑油的役割を果たす
- ジャニーズJr.
  - 後藤泰観、高田翔、川島如恵留、七五三掛龍也

### 2010年
『PLAYZONE 2010 〜ROAD TO PLAYZONE〜』のタイトルで上演。上演期間は2010年7月9日 - 8月1日（青山劇場）33公演、8月14日 - 8月22日（梅田芸術劇場）11公演の全44公演。
マイケル・ジャクソンの『THIS IS IT』の振り付けで知られる振付師・トラヴィス・ペインがダンスの振付を手掛けている。
異国の不良少年グループ（中山優馬ら）は、今井翼、屋良朝幸らのショーに出会い、同じ舞台に立つことを夢見る。オーディションに合格するも、本番直前にグループの一人が警察に連行され、少年らは舞台出演と友情との間で揺れ動く、といったストーリー。
キャスト
- 今井翼：ショーの責任者
- 屋良朝幸
- A.B.C-Z
  - 河合郁人・五関晃一・戸塚祥太・塚田僚一・橋本良亮

- 森本慎太郎
- They武道
  - 高橋竜・林翔太・江田剛・山本亮太

- M.A.D.
  - 池田優・加藤幸宏・松本幸大・野田優也

- ジャニーズJr.
  - S.A.D.
    - 仲田拡輝・川島如恵留・森田美勇人・七五三掛龍也

- 中山優馬（特別出演）

### 2011年
『PLAYZONE'11 SONG & DANC'N.』のタイトルで上演。2011年7月8日 - 8月7日（青山劇場）30公演、8月19日 - 8月21日（愛知・中日劇場）4公演、8月28日 - 8月31日（大阪・梅田芸術劇場）6公演上演、全40公演。ストーリーダンスの箇所以外に芝居は無く、「ギンギラギンにさりげなく」や「硝子の少年」、今年の公演のために書き下ろされた「Guyz PLAYZONE」など全22曲の歌と、ジャズからヒップホップまで様々な踊りのみで構成された。振付は昨年と同じくトラヴィス・ペインが担当。途中、第1回からの『PLAYZONE』の映像と共に、今回のキャストの幼少期の写真が映し出される演出もあった。
2011年11月2日発売のDVDが初週1.1万枚を売り上げ、オリコンDVD総合週間ランキング首位を獲得した。総合首位は2000年少年隊主演以来11年ぶりとなる。
キャスト
- 今井翼
- 中山優馬
- 屋良朝幸
- A.B.C-Z
  - 河合郁人・五関晃一・戸塚祥太・塚田僚一・橋本良亮

- They武道
  - 山本亮太・江田剛・林翔太・高橋竜

- ふぉーゆー
  - 福田悠太・辰巳雄大・越岡裕貴・松崎祐介

- "MAD"
  - 加藤幸宏・野田優也・池田優・松本幸大

- JR.A
  - 森田美勇人・七五三掛龍也・川島如恵留・仲田拡輝

### 2012年
『PLAYZONE'12 SONG & DANC'N。PARTII。』のタイトルで上演。2012年7月9日 - 8月11日上演、全36公演（青山劇場）。
キャスト
- 今井翼
- 中山優馬
- ふぉーゆー
  - 越岡裕貴・辰巳雄大・福田悠太・松崎祐介

- They武道
  - 林翔太・山本亮太・江田剛

- “MAD”
  - 池田優・松本幸大・野田優也

- Travis Japan
  - 川島如恵留・森田美勇人・仲田拡輝・七五三掛龍也・中村海人・宮近海斗・吉澤閑也・梶山朝日・阿部顕嵐

- 屋良朝幸
- 佐藤アツヒロ
- 小川優

### 2013年
『PLAYZONE'13 SONG & DANC'N。PARTIII。』のタイトルで上演。2013年7月3日 - 8月10日、青山劇場にて全40公演を上演。前年同様トラビス・ペインが振付を手がけたが、屋良も2曲振付を担当している。今作はより歌とダンスに特化した内容となっており、舞台テーマ曲以外は全篇に渡ってジャニーズのヒット曲で構成された。近藤真彦の「ケジメなさい」や少年隊の「仮面舞踏会」など16組22曲の楽曲の他、今井が滝沢秀明のソロ曲「愛・革命」を披露したり、屋良が振付した「水の帰る場所」を中山が披露する場面もあった。また、汗だくになった今井が途中でステージを下り、観客からハンカチを借りる演出も見られた。
キャスト
- 今井翼
- 中山優馬
- ふぉ〜ゆ〜
  - 福田悠太、辰巳雄大、越岡裕貴、松崎祐介

- They武道
  - 山本亮太、林翔太、江田剛

- “MAD”
  - 池田優、松本幸大

- Travis Japan
  - 仲田拡輝、川島如恵留、七五三掛龍也、森田美勇人、吉澤閑也、中村海人、阿部顕嵐、梶山朝日

- 屋良朝幸

### 2014年（1月）
『PLAYZONE→IN NISSAY』のタイトルで上演。2014年1月6日 - 1月28日上演、全30公演（日生劇場）。主演は今井翼。昨年の『PLAYZONE'13 SONG & DANC'N。PARTIII。』をベースとした内容になっている。
キャスト
- 今井翼
- 屋良朝幸
- 中山優馬
- ふぉ〜ゆ〜
  - 福田悠太・辰巳雄大・越岡裕貴・松崎祐介

- They武道
  - 山本亮太・林翔太・江田剛

- “MAD”
  - 池田優・松本幸大

- Travis Japan
  - 仲田拡輝・川島如恵留・七五三掛龍也・森田美勇人・吉澤閑也・中村海人・阿部顕嵐・梶山朝日

### 2014年（7月）
『PLAYZONE 1986・・・2014★ありがとう!〜青山劇場★』のタイトルで上演。2014年7月6日 - 8月9日上演、全43公演（青山劇場）。
キャスト
- 今井翼
- 中山優馬
- ふぉ〜ゆ〜
  - 越岡裕貴・辰巳雄大・福田悠太・松崎祐介

- They武道
  - 山本亮太・林翔太・江田剛

- “MAD”
  - 池田優・松本幸大

- Travis Japan
  - 川島如恵留・森田美勇人・仲田拡輝・七五三掛龍也・中村海人・宮近海斗・吉澤閑也・梶山朝日

- 屋良朝幸

### 2015年
『★さよなら!〜青山劇場★PLAYZONE 30YEARS★1232公演』のタイトルで上演。2015年1月6日 - 1月22日上演、全24公演（青山劇場）。主演は今井翼
。メニエール病からの本格復帰作となったが、医者の指示により、参加ナンバーは当初予定されていた18〜19曲から11曲へと抑えられた。トラヴィス・ペインやステイシー・ウォーカーが演出や振付に参加している。
キャスト
- 今井翼
- 中山優馬
- ふぉ〜ゆ〜
  - 越岡裕貴・辰巳雄大・福田悠太・松崎祐介

- They武道
  - 山本亮太・林翔太・江田剛

- “MAD”
  - 池田優・松本幸大

- Travis Japan
  - 川島如恵留・森田美勇人・仲田拡輝・七五三掛龍也・中村海人・宮近海斗・吉澤閑也・梶山朝日

- 屋良朝幸

## 関連作品
- 1997年11月22日に、PLAYZONEシリーズ1～11の11作をジャニーズ・エンタテイメントより紙パッケージ（11のみプラケース）でVHSで再発売。「RHYTHM」以外は、本編前にメンバーによる各作品へのコメントが収録されており、また最後の出演者・製作者クレジットが本編のダイジェスト映像に差し替えられている。
- PLAYZONEの関連商品は、カセットテープやCDはワーナーパイオニアから発売されていたが、ビデオはポニーキャニオンから発売されていた。尚、上記の1997年11月22日以降は、CD、ビデオ、DVD共にジャニーズ・エンタテイメントから発売された。

|    | 作品名                                                              | サウンドトラック                    | VHS            | DVD            | BOXセット | 備考 |
| 1  | PLAYZONE MYSTERY                                                    | 1986年10月30日(CT) 1986年3月8日(CD) | 1986年9月5日   | -              | ●         | CDは、企画アルバム「BACKSTAGE PASS」と2作品収録した『Duet』として発売                                                |
| 2  | PLAYZON'87 TIME-19                                                  | 1987年10月28日                      | 1987年11月22日 | -              | ●         | 関連作品として、『PLAYZON'87 TIME-19 THE PREVIEW』(987年7月17日)をVHSにて発売。LD版は、『THE PREVIEW』も一枚に収録。 |
| 3  | PLAYZONE'88 カプリッチョ －天使と悪魔の狂想曲－                     | 1988年6月10日                       | 1988年8月21日  | -              | ●         | VHS初回限定盤は、本型のケースに台本と劇中歌が収録されたソノシートを付属                                              |
| 4  | PLAYZONE'89 Again                                                   | 1989年9月21日                       | 1989年9月21日  | -              | ●         | |
| 5  | PLAYZONE'90 SHOW劇 MASK(仮面)                                       | 1990年6月30日                       | 1990年9月12日  | -              | ●         | |
| 6  | PLAYZONE'91 SHOCK                                                   | -                                   | 1991年9月26日  | -              | ●         | |
| 7  | PLAYZONE'92 さらばDiary                                             | -                                   | 1992年10月7日  | -              | ●         | |
| 8  | PLAYZONE'93 WINDOW                                                  | -                                   | 1993年10月6日  | -              | ●         | |
| 9  | PLAYZONE'94 MOON                                                    | 1994年6月17日                       | 1994年10月7日  | -              | ●         | |
| 10 | PLAYZONE'95 KING & JOKER                                            | -                                   | 1995年10月4日  | -              | ●         | |
| 11 | PLAYZONE'96 RHYTHM                                                  | 1997年7月10日                       | 1996年10月2日  | -              | ●         | |
| 12 | PLAYZONE'97 RHYTHMⅡ                                                 | 1997年7月21日                       | 1997年10月22日 | -              | ●         | |
| 13 | PLAYZONE 1998 5night's                                              | 1998年8月5日                        | 1998年10月28日 | -              | ●         | |
| 14 | PLAYZONE 1999 Goodbye&Hello                                         | 1999年7月7日                        | 1999年10月20日 | -              | ●         | |
| 15 | PLAYZONE 2000 THEME PARK                                            | 2000年8月2日                        | 2000年10月25日 | -              | ●         | 初回限定盤は、ハードケースにハードカバーブックレット付                                                               |
| 16 | PLAYZONE 2001 EMOTION〜新世紀〜                                     | 2001年8月1日                        | -              | 2001年10月24日 | ●         | |
| 17 | PLAYZONE 2002 愛史                                                  | 2002年7月31日                       | -              | 2002年10月23日 | ●         | |
| 18 | PLAYZONE 2003 Vacation                                              | 2003年8月6日                        | -              | 2003年10月22日 | ●         | |
| 19 | PLAYZONE 2004 WEST SIDE STORY                                       | -                                   | -              | -              | -         | |
| 20 | PLAYZONE 2005 〜20th Anniversary〜Twenty Years…そしてまだ見ぬ未来へ | 2005年8月10日                       | -              | 2005年10月29日 | ●         | |
| 21 | PLAYZONE 2006 Change                                                | 2006年10月24日                      | -              | 2006年7月26日  | ●         | |
| 22 | PLAYZONE 2007 Change2Chance                                         | 2007年9月5日                        | -              | -              | ●         | |
| 23 | PLAYZONE FINAL 1986-2008〜SHOW TIME Hit Series〜 Change             | -                                   | -              | 2009年3月4日   | ●         | |
| 24 | PLAYZONE 2009 〜太陽からの手紙〜                                    | 2009年8月26日                       | -              | 2009年12月2日  | -         | |
| 25 | PLAYZONE 2010 ROAD TO PLAYZONE                                      | 2010年7月28日                       | -              | 2010年11月10日 | -         | |
| 26 | PLAYZONE'11 SONG & DANC’N.                                          | 2011年7月20日                       | -              | 2011年11月2日  | -         | |
| 27 | PLAYZONE'12 SONG & DANC'N. PARTⅡ                                    | 2012年7月19日                       | -              | 2012年10月31日 | -         | |
| 28 | PLAYZONE'13 SONG & DANC'N. PARTⅢ                                    | 2013年7月3日                        | -              | 2013年11月7日  | -         | |
| 29 | PLAYZONE 1986････2014 ★ありがとう！〜青山劇場★                      | 2014年7月30日                       | -              | 2014年11月26日 | -         | |
| 30 | ★さよなら！〜青山劇場★ PLAYZONE 30YEARS ★1232公演                   | -                                   | -              | 2015年7月1日   | -         | |
| -- | ------------------------------------------------------------------- | ----------------------------------- | -------------- | -------------- | --------- | --- |